# 參廚
参厨，又称谢厨、下厨。是中國部份地區傳統婚禮中酬謝廚師和服務生的一個儀式，流行於中原地區。
新人于洞房内更衣后出洞房，先在赞礼引导新人行参厨礼，即新人在喜娘的陪同下向每位厨师及端盘的服务生敬酒。依不同地区的不同婚俗礼仪，部分地区除新人外，也有女家来客也需于新人之后再次行参厨礼，赠红包给厨师和端盘的服务生，
參廚原因和婚后礼中的餪女一样，也同样为怕新娘初至夫家，一切尚不能完全适应，对夫家的食物也不一定完全接受；而传统中式婚礼中的婚宴均为男方操办，女方亲友行参厨礼乃希望厨师能照顾一下新娘饮食习惯。